# Aegocera media
Aegocera media är en fjärilsart som beskrevs av Jordan 1913. Aegocera media ingår i släktet Aegocera och familjen nattflyn. Inga underarter finns listade i Catalogue of Life.